# Сюрюк
Сюрю́к — село в Україні, у Хустському районі Закарпатської області, входить до складу Горінчівської сільської громади. Населення становить 372 особи (станом на 2001 рік). Село розташоване у центрі району.

## Географія
| Клімат Сюрюк            | Клімат Сюрюк | Клімат Сюрюк | Клімат Сюрюк | Клімат Сюрюк | Клімат Сюрюк | Клімат Сюрюк | Клімат Сюрюк | Клімат Сюрюк | Клімат Сюрюк | Клімат Сюрюк | Клімат Сюрюк | Клімат Сюрюк | Клімат Сюрюк |
| Показник                | Січ.         | Лют.         | Бер.         | Квіт.        | Трав.        | Черв.        | Лип.         | Серп.        | Вер.         | Жовт.        | Лист.        | Груд.        | Рік          |
| Середній максимум, °C   | 0,0          | 2,3          | 8,1          | 14,7         | 20,1         | 22,9         | 24,6         | 24,2         | 20,3         | 14,6         | 7,2          | 2,0          | 13,4         |
| Середня температура, °C | −3,3         | −1,2         | 3,7          | 9,4          | 14,4         | 17,4         | 19,0         | 18,5         | 14,8         | 9,5          | 3,8          | −0,7         | 8,8          |
| Середній мінімум, °C    | −6,6         | −4,6         | −0,7         | 4,2          | 8,8          | 11,9         | 13,4         | 12,8         | 9,3          | 4,4          | 0,5          | −3,4         | 4,2          |
| Норма опадів, мм        | 48           | 42           | 43           | 53           | 78           | 98           | 86           | 76           | 50           | 46           | 53           | 63           | 736          |
| ----------------------- | ------------ | ------------ | ------------ | ------------ | ------------ | ------------ | ------------ | ------------ | ------------ | ------------ | ------------ | ------------ | ------------ |
| Джерело:                |              |              |              |              |              |              |              |              |              |              |              |              |              |

## Населення
Станом на 1989 рік у селі проживали 333 особи, серед них — 168 чоловіків і 165 жінок.
За даними перепису населення 2001 року у селі проживали 372 особи. Рідною мовою назвали:
| Мова       | Кількість осіб | Відсоток |
| ---------- | -------------- | -------- |
| українська | 370            | 99,46%   |
| російська  | 2              | 0,54%    |

## Релігія
У селі є релігійна громада Української Православної Церкви Храму Воскресіння Христового.